# Rautakirja
Rautakirja este o companie de retail din Finlanda.
Cu peste 4 miliarde de euro afaceri anuale, grupul Rautakirja este cel mai mare distribuitor și detailist de ziare și reviste din Finlanda, Olanda și Țările Baltice, cu operațiuni în Rusia.
Rautakirja face parte din grupul Sanoma Oyj, cel mai mare operator media în zona de nord a Europei și una dintre principalele edituri de reviste și cărți educaționale la nivel european.

## Rautakirja în România
Compania este prezentă pe plan local prin distribuitorul de presă Hiparion (cumpărat în 2004) și prin rețeaua de magazine R-Kiosk, care numără 170 de angajați.
Rețeaua R-Kiosk număra în august 2010 circa 30 de magazine de tip „convenience”, cu o ofertă de produse axată pe produse din cafea, loterie, presă, băuturi și fast-food, atât în București cât și în restul țării.